# Leibgrenadierdenkmal

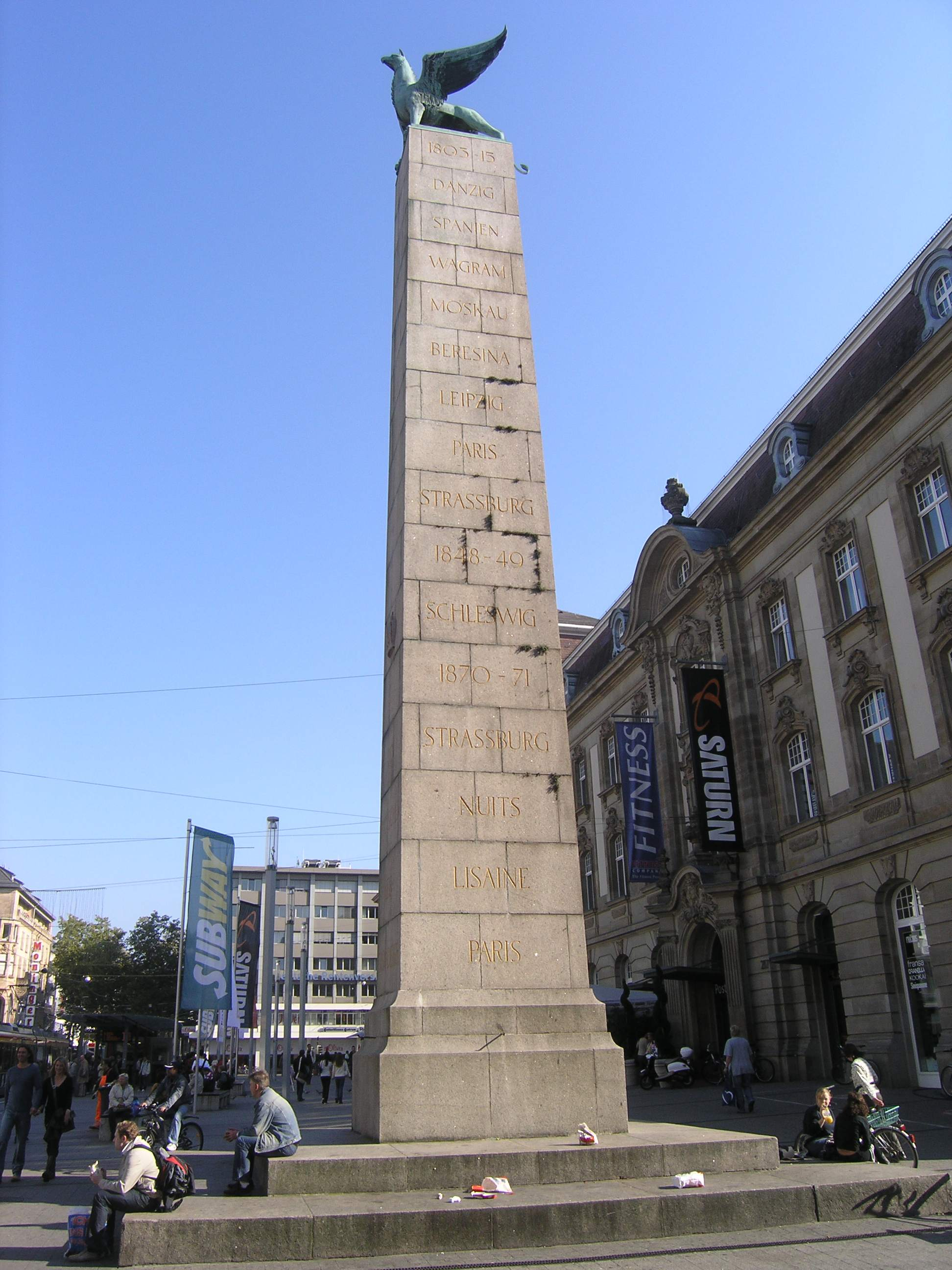
Leibgrenadierdenkmal (2007)

Das Leibgrenadierdenkmal ist ein zurzeit abgebautes Denkmal, welches von 1924 bis 2010 auf dem Europaplatz in Karlsruhe stand. Es erinnert an das badische Leib-Grenadier-Regiment, später 1. Badisches Leib-Grenadier-Regiment Nr. 109. Es soll voraussichtlich 2029 wiedererrichtet werden.
Es ist nicht zu verwechseln mit dem Leibgrenadierdenkmal von 1896 an der Grenadierkaserne in der Moltkestraße, oder dem Leibdragonerdenkmal am Mühlburger Tor.

## Denkmal
Auf Initiative der Kameradschaft des Regiments wurde das Leibgrenadierdenkmal ab 1924 auf dem heutigen Europaplatz von Otto Gruber und Emil Valentin Gutmann errichtet und am 28. Juni 1925 eingeweiht. Es besteht aus einem mit Inschriften versehenen Granitpfeiler, auf dem sich ein bronzener Greif befindet. Auf dem Platz befand sich von 1804 bis 1896 die Infanteriekaserne, in der das Regiment beherbergt war. Von 1933 bis 1945 trug der Platz den Namen Lorettoplatz, nach einer auf dem Denkmal aufgeführten Schlacht.
Im Januar 2010 wurde der Greif aufgrund des Baus des Stadtbahntunnels, als Teil der Kombilösung, abgebaut und in das Depot des Tiefbauamtes gebracht. Im Sommer 2010 wurde auch das restliche Denkmal wegen der Bauarbeiten entfernt und eingelagert.
Am 27. März 2014 wurde der Greif vorläufig vor dem Prinz-Max-Palais, unweit des Europaplatzes, an der Straßenecke Karlstraße/Akademiestraße, aufgestellt, um für eine Ausstellung zu werben. Im Oktober 2021 wurde der Greif von dort wieder entfernt, nachdem sich Personen nachts unerlaubt am Greif zu schaffen machten. Bis zu seiner endgültigen Rückkehr auf den Europaplatz bleibt der Greif in einem Depot eingelagert.
Während der Abwesenheit des Denkmals entstanden politische Diskussionen um dessen Zukunft. 2019 wurde ein Verzicht auf den Wiederaufbau und Errichtung eines ersetzenden Friedensdenkmals im Gemeinderat Karlsruhe diskutiert. Letztendlich sprach sich der Gemeinderat für einen Wiederaufbau, allerdings mit einer kontextualisierenden Informationsstele aus. Der Text der Informationsstele wurde im März 2023 gebilligt, der Wiederaufbau war für das Jahr 2024 geplant. Laut Medienberichten im Frühjahr 2025 ist ein Wiederaufbau mittlerweile nicht vor 2029 vorgesehen.

### Inschrift
Die Inschrift auf der Denkmalvorderseite lautet:
„Den badischen Leib Grenadieren“
und trägt auf den Seiten die Einsatzorte des badischen Regiments:
- 1803–1815 (Koalitionskriege)

Das Leibgrenadierdenkmal und dahinter das Gebäude der Kaiserlichen Post

Detail: Greif auf dem Leibgrenadierdenkmal

  - Danzig (Koalitionskriege in Danzig)
  - Spanien (Napoleonische Kriege auf der Iberischen Halbinsel)
  - Wagram (Schlacht bei Wagram)
  - Moskau (Besetzung von Moskau)
  - Beresina (Schlacht an der Beresina)
  - Leipzig (Völkerschlacht bei Leipzig)
  - Paris (Schlacht bei Paris)
  - Straßburg (Straßburg)
- 1848–1849 (Schleswig-Holsteinischer Krieg (1848–1851))
  - Schleswig (Herzogtum Schleswig)
- 1870–1871 (Deutsch-Französischer Krieg)
  - Straßburg (Belagerung von Straßburg)
  - Nuits (Nuits-Saint-Georges)
  - Lisaine (Schlacht an der Lisaine)
  - Paris (Belagerung von Paris (1870–1871))
- 1914–1918 (Erster Weltkrieg)
  - Mühlhausen (Mülhausen)
  - Saarburg (Sarrebourg)
  - Priesterwald (Priesterwald)
  - Fricourt (Fricourt)
  - Vermelles (Vermelles)
  - Loretto (Lorettoschlacht)
  - Reims (Reims)
  - Champagne (Schlacht in der Champagne)
  - Somme (Schlacht an der Somme)
  - Verdun (Schlacht um Verdun)
  - Cambrai (Schlacht von Cambrai)
  - St. Quentin (Schlacht bei St. Quentin (1914))
  - Damenweg (Chemin des dames#Erster Weltkrieg 1914–1918)
  - Marne (Schlacht an der Marne (1918))
  - Maas (Maas)

Die Inschrift auf der Rückseite:
Grenadier
Reserve
Ers.Reserve
Landwehr
Landsturm
109

## Regiment
Das Regiment wurde am 23. März 1803 mit Garnison in Mannheim gegründet. In dieselbe Zeit wie die Regimentsgründung fiel die Erhebung von Baden zum Kurfürstentum. Mit der Erhebung zum Kurfürst erhielt Markgraf Carl Friedrich auch Teile aus pfälzischem Besitz, darunter waren auch 1.000 Infanteristen, die in das neue Regiment integriert wurden. Als Baden im August 1806 zum Großherzogtum erhoben wurde, wurde das Regiment in „Regiment Erbgroßherzog“ umbenannt. Die Jahre von 1815 bis 1848 waren für das Regiment ruhige Zeiten, doch 1848 zog es in den Ersten Schleswig-Holsteinischen Krieg. Als einziges Regiment hat es dadurch die Wirren der Badischen Revolution überstanden und wurde im Juli 1849 in „Infanterie Bataillon“ umbenannt, später in „Infanterie Bataillon Nr.1“ und schließlich zum „1. Infanterie Regiment“. Im Februar 1851 wurde das Regiment nach Karlsruhe in Garnison versetzt.
Anlässlich der Vermählung von Großherzog Friedrich I. mit der Prinzessin Luise von Preußen wurde das Regiment am 20. September 1856 zum „Leib-Grenadier-Regiment“ ernannt und erhielt die Gardelitzen (siehe auch Badische Armee).